# Akt, 1925
Akt, 1925 je černobílá fotografie pořízená Edwardem Westonem v roce 1925. Je držitelem rekordu pro Westonovu nejdražší fotografii poté, co byla 8. dubna 2008 v Sotheby's New York prodána za 1 609 000 amerických dolarů Peteru MacGillovi z Pace-MacGill Gallery. Fotografie byla součástí Quillanovy sbírky fotografií devatenáctého a dvacátého století, která byla poté vydražena.

## Historie a popis
Obraz zachycuje nahé ženské tělo ležící na zemi, z něhož je vidět pouze trup, z čelní perspektivy. Pouze zvlněné tvary těla vytvářejí iluzi abstraktní formy, podobné přírodní krajině. Modelkou byla s největší pravděpodobností Miriam Lernerová, která byla v té době Westonovou milenkou.
Existují tři známé tisky této fotografie. První vydražila v roce 2000 aukční síň Sotheby's. Ten, který byl vydražen v roce 2008, má podpis a datum umělce. Třetí tisk se nachází ve sbírkách Metropolitního muzea umění v New Yorku.